# Montalbo
Montalbo település Spanyolországban, Cuenca tartományban. Montalbo El Hito, Huete, Palomares del Campo, Zafra de Záncara, Villar de Cañas és Villarejo de Fuentes községekkel határos. Lakosainak száma 705 fő (2024).

## Népesség
A település népessége az utóbbi években az alábbiak szerint változott:
| Lakosok száma | 743  | 713  | 753  | 788  | 760  | 686  | 671  | 643  | 670  | 705  |
|               | 2001 | 2004 | 2006 | 2009 | 2011 | 2014 | 2016 | 2019 | 2021 | 2024 |